# Gilliesia montana
Gilliesia montana är en amaryllisväxtart som beskrevs av Eduard Friedrich Poeppig och Stephan Ladislaus Endlicher. Gilliesia montana ingår i släktet Gilliesia och familjen amaryllisväxter. Inga underarter finns listade i Catalogue of Life.